# Farabert
Farabert (lateinisch Farabertus, † 952 oder 953) war Bischof von Lüttich und Abt von Prüm und Lobbes.

## Leben
Farabert stammte möglicherweise aus Lothringen.
Seit 935 war er Abt von Prüm. 947 oder Anfang 948 wurde Farabert neuer Bischof von Lüttich und Tongeren. Er war damit gleichzeitig auch Abt des Klosters Lobbes. Am 30. April 948 wurde er erstmals in einer Urkunde König Ottos I. genannt, im Juli weilte er auf der Synode in Ingelheim. Am 4. Juli 952 wurde ihm und dem Hochstift Lüttich das Kloster Aldeneik von Otto I. übergeben. Dies war seine letzte Erwähnung in einer Urkunde. In der Abtei Lobbes soll in seiner Amtszeit die Klosterzucht sehr vernachlässigt worden sein.
Am 28. August 953 soll Farabert gestorben sein (?), im September wurde sein Nachfolger Rather ernannt.
Farabert wurde im Dom St. Lambertus in Lüttich bestattet.